# Chrysosoma woodi
Chrysosoma woodi är en tvåvingeart som beskrevs av Octave Parent 1935. Chrysosoma woodi ingår i släktet Chrysosoma och familjen styltflugor.
Artens utbredningsområde är Zambia. Inga underarter finns listade i Catalogue of Life.